# Copa do Mundo de Futebol Feminino Sub-20 de 2010
A Copa do Mundo de Futebol Feminino Sub-20 de 2010 foi a quinta edição do evento organizado pela Federação Internacional de Futebol (FIFA) e foi realizada na Alemanha entre 13 de julho e 1 de agosto de 2010. 
Dezesseis equipes, representando as seis confederações internacionais de futebol participraam após passar por seus respectivos torneios qualificatórios, a exceção da Alemanha que se classificou automaticamente por ser a sede do torneio. Foi rejeitada a possibilidade de alargar a fase final do torneio a 24 seleções.

## Seleções qualificadas
As seleções foram apuradas através dos torneios qualificativos realizados por cada confederação.
| Confederação                                  | Torneio de qualificação                 | Qualificada (s)                     |
| --------------------------------------------- | --------------------------------------- | ----------------------------------- |
| AFC (Ásia)                                    | Campeonato Asiático Sub-19 de 2009      | Japão Coreia do Sul Coreia do Norte |
| CAF (África)                                  | Campeonato Africano Sub-20 de 2010      | Gana Nigéria                        |
| CONCACAF (América do Norte, Central e Caribe) | Campeonato da CONCACAF Sub-20 de 2010   | Estados Unidos México Costa Rica    |
| CONMEBOL (América do Sul)                     | Campeonato Sul-Americano Sub-20 de 2010 | Brasil Colômbia                     |
| OFC (Oceania)                                 | Campeonato da Oceania Sub-20 de 2010    | Nova Zelândia                       |
| UEFA (Europa)                                 | Campeonato Europeu Sub-19 de 2009       | Inglaterra Suécia França Suíça      |
| País sede                                     | País sede                               | Alemanha                            |

## Cidades e estádios
Os estádios e cidades sede do torneio foram:
| Augsburgo          | Bielefeld          | Bochum             | Dresden               |
| ------------------ | ------------------ | ------------------ | --------------------- |
| Impuls Arena       | Bielefelder Alm    | Ruhrstadion        | Rudolf-Harbig-Stadion |
| Capacidade: 30 120 | Capacidade: 27 300 | Capacidade: 31 328 | Capacidade: 32 066    |
| Impuls Arena       | Bielefelder Alm    | Ruhrstadion        | Rudolf-Harbig-Stadion |

## Arbitragem
Esta é a lista de árbitros e assistentes que atuaram na Copa:
| Árbitros               | Assistentes                                                                                                |
| AFC                    | AFC |
| ---------------------- | --- |
| JPN Etsuko Fukano      | JPN Shiho Ayukai AUS Allyson Flynn AUS Sarah Ho KOR Kim Kyoung-Min KOR Lee Seul-Gil JPN Saori Takahashi    |
| KOR Hong Eun-Ah        | JPN Shiho Ayukai AUS Allyson Flynn AUS Sarah Ho KOR Kim Kyoung-Min KOR Lee Seul-Gil JPN Saori Takahashi    |
| CAF                    | |
| GHA Mercy Tagoe        | TOG Mana Dzodope BEN Tempa Ndah François                                                                   |
| CONCACAF               | |
| CAN Carol Anne Chenard | SLV Emperatriz Ayala MEX Mayte Chávez USA Marlene Duffy GUA Flor Escobar MEX Rita Muñoz USA Veronica Perez |

| Árbitros                  | Assistentes |
| CONMEBOL                  | CONMEBOL |
| ------------------------- | --- |
| PER Silvia Reyes          | BRA Cleidy Mary Ribeiro |
| UEFA                      | |
| CZE Dagmar Damková        | GER Christina Jaworek SWE Helen Karo GER Inka Müller SWE Anna Nystrom ESP Yolanda Parga Rodríguez GER Katrin Rafalski CRO Lada Rojc NOR Hege Steinlund ESP María Luisa Villa Gutiérrez FRA Karine Vives Solana ENG Natalie Walker GER Marina Wozniak |
| ROU Cristina Dorcioman    | GER Christina Jaworek SWE Helen Karo GER Inka Müller SWE Anna Nystrom ESP Yolanda Parga Rodríguez GER Katrin Rafalski CRO Lada Rojc NOR Hege Steinlund ESP María Luisa Villa Gutiérrez FRA Karine Vives Solana ENG Natalie Walker GER Marina Wozniak |
| FRA Florence Guillemin    | GER Christina Jaworek SWE Helen Karo GER Inka Müller SWE Anna Nystrom ESP Yolanda Parga Rodríguez GER Katrin Rafalski CRO Lada Rojc NOR Hege Steinlund ESP María Luisa Villa Gutiérrez FRA Karine Vives Solana ENG Natalie Walker GER Marina Wozniak |
| ENG Alexandra Ihringova   | GER Christina Jaworek SWE Helen Karo GER Inka Müller SWE Anna Nystrom ESP Yolanda Parga Rodríguez GER Katrin Rafalski CRO Lada Rojc NOR Hege Steinlund ESP María Luisa Villa Gutiérrez FRA Karine Vives Solana ENG Natalie Walker GER Marina Wozniak |
| SWE Jenny Palmqvist       | GER Christina Jaworek SWE Helen Karo GER Inka Müller SWE Anna Nystrom ESP Yolanda Parga Rodríguez GER Katrin Rafalski CRO Lada Rojc NOR Hege Steinlund ESP María Luisa Villa Gutiérrez FRA Karine Vives Solana ENG Natalie Walker GER Marina Wozniak |
| NOR Christina Pedersen    | GER Christina Jaworek SWE Helen Karo GER Inka Müller SWE Anna Nystrom ESP Yolanda Parga Rodríguez GER Katrin Rafalski CRO Lada Rojc NOR Hege Steinlund ESP María Luisa Villa Gutiérrez FRA Karine Vives Solana ENG Natalie Walker GER Marina Wozniak |
| POL Karolina Radzik-Johan | GER Christina Jaworek SWE Helen Karo GER Inka Müller SWE Anna Nystrom ESP Yolanda Parga Rodríguez GER Katrin Rafalski CRO Lada Rojc NOR Hege Steinlund ESP María Luisa Villa Gutiérrez FRA Karine Vives Solana ENG Natalie Walker GER Marina Wozniak |
| GER Bibiana Steinhaus     | GER Christina Jaworek SWE Helen Karo GER Inka Müller SWE Anna Nystrom ESP Yolanda Parga Rodríguez GER Katrin Rafalski CRO Lada Rojc NOR Hege Steinlund ESP María Luisa Villa Gutiérrez FRA Karine Vives Solana ENG Natalie Walker GER Marina Wozniak |

## Fase de grupos
Todas as partidas seguem o fuso horário da Alemanha (UTC+1).
O sorteio que determinou a composição dos grupos foi realizado em 22 de abril de 2010 no Dresden Castle, em Dresden.

### Grupo A
| Seleção    | P | J | V | E | D | GP | GC | SG |
| ---------- | - | - | - | - | - | -- | -- | -- |
| Alemanha   | 9 | 3 | 3 | 0 | 0 | 11 | 4  | +7 |
| Colômbia   | 4 | 3 | 1 | 1 | 1 | 5  | 4  | +1 |
| França     | 4 | 3 | 1 | 1 | 1 | 4  | 5  | -1 |
| Costa Rica | 0 | 3 | 0 | 0 | 3 | 2  | 9  | -7 |

| 13 de julho | Alemanha                               | 4 – 2     | Costa Rica                         | Ruhrstadion, Bochum                      |
| 11:30       | Huth 2' · Popp 16', 53' · Hegering 57' | Relatório | Venegas 45+1' · Alvarado 72' (pen) | Público: 23 995 Árbitro: KOR Hong Eun-Ah |

| 13 de julho | Colômbia    | 1 – 1     | França      | Ruhrstadion, Bochum                       |
| 14:30       | Andrade 86' | Relatório | Makanza 16' | Público: 2 500 Árbitro: JPN Etsuko Fukano |

| 16 de julho | Costa Rica | 0 – 2     | França           | Ruhrstadion, Bochum                         |
| 15:00       |            | Relatório | Makanza 67', 83' | Público: 15 545 Árbitro: CZE Dagmar Damková |

| 16 de julho | Alemanha                             | 3 – 1     | Colômbia  | Ruhrstadion, Bochum                             |
| 18:00       | Popp 21' · Arnold 50' · Hegering 55' | Relatório | Ortiz 81' | Público: 15 545 Árbitro: CAN Carol Anne Chenard |

| 20 de julho | França      | 1 – 4     | Alemanha                          | Impuls Arena, Augsburgo                          |
| 11:30       | Crammer 49' | Relatório | Popp 10', 35', 60' · Marozsán 73' | Público: 26 273 Árbitro: ENG Alexandra Ihringova |

| 20 de julho | Costa Rica | 0 – 3     | Colômbia                              | Rudolf-Harbig-Stadion, Dresden                  |
| 11:30       |            | Relatório | Montoya 24', 40' · Rincón 90+3' (pen) | Público: 12 863 Árbitro: ROU Cristina Dorcioman |

### Grupo B
| Seleção         | P | J | V | E | D | GP | GC | SG |
| --------------- | - | - | - | - | - | -- | -- | -- |
| Suécia          | 7 | 3 | 2 | 1 | 0 | 6  | 4  | +2 |
| Coreia do Norte | 6 | 3 | 2 | 0 | 1 | 5  | 4  | +1 |
| Brasil          | 4 | 3 | 1 | 1 | 1 | 5  | 3  | +2 |
| Nova Zelândia   | 0 | 3 | 0 | 0 | 3 | 3  | 8  | -5 |

| 13 de julho | Brasil | 0 – 1     | Coreia do Norte | Bielefelder Alm, Bielefeld                       |
| 11:30       |        | Relatório | Ho Un-Byol 69'  | Público: 10 065 Árbitro: ENG Alexandra Ihringova |

| 13 de julho | Suécia             | 2 – 1     | Nova Zelândia | Bielefelder Alm, Bielefeld                      |
| 14:30       | Goransson 56', 67' | Relatório | Wilkinson 33' | Público: 10 065 Árbitro: CAN Carol Anne Chenard |

| 16 de julho | Brasil             | 1 – 1     | Suécia        | Bielefelder Alm, Bielefeld              |
| 15:00       | Rafaelle 53' (pen) | Relatório | Goransson 36' | Público: 6 630 Árbitro: KOR Hong Eun-Ah |

| 16 de julho | Coreia do Norte                          | 2 – 1     | Nova Zelândia | Bielefelder Alm, Bielefeld              |
| 18:00       | Yun Hyon-Hi 12' · Kim Un-Hyang 65' (pen) | Relatório | Armstrong 90' | Público: 6 630 Árbitro: GHA Mercy Tagoe |

| 20 de julho | Nova Zelândia | 1 – 4     | Brasil                                   | Rudolf-Harbig-Stadion, Dresden              |
| 14:30       | White 89'     | Relatório | Ludmila 25' · Leah 59' · Débora 87', 90' | Público: 12 863 Árbitro: CZE Dagmar Damková |

| 20 de julho | Coreia do Norte                       | 2 – 3     | Suécia                                                 | Impuls Arena, Augsburgo                         |
| 14:30       | Kim Myong-Gum 26' · Jon Myong-Hwa 62' | Relatório | Jakobsson 43' · Goransson 52' · Hyon Un-Hui 75' (g.c.) | Público: 26 273 Árbitro: CAN Carol Anne Chenard |

### Grupo C
| Seleção    | P | J | V | E | D | GP | GC | SG |
| ---------- | - | - | - | - | - | -- | -- | -- |
| México     | 5 | 3 | 1 | 2 | 0 | 5  | 4  | +1 |
| Nigéria    | 5 | 3 | 1 | 2 | 0 | 4  | 3  | +1 |
| Japão      | 4 | 3 | 1 | 1 | 1 | 7  | 6  | +1 |
| Inglaterra | 1 | 3 | 0 | 1 | 2 | 2  | 5  | -3 |

| 14 de julho | Inglaterra | 1 – 1     | Nigéria        | Impuls Arena, Augsburgo                     |
| 11:30       | Harrop 45' | Relatório | Oparanozie 60' | Público: 2 400 Árbitro: SWE Jenny Palmqvist |

| 14 de julho | México                                   | 3 – 3     | Japão                                          | Impuls Arena, Augsburgo                       |
| 14:30       | Cuellar 31' · Corral 41' · N. Rangel 45' | Relatório | Takasi 19' · Cuellar 64' (g.c.) · Iwabuchi 88' | Público: 2 400 Árbitro: GER Bibiane Steinhaus |

| 17 de julho | Nigéria                       | 2 – 1     | Japão        | Impuls Arena, Augsburgo                        |
| 15:00       | Okoronkwo 6' · Oparanozie 17' | Relatório | Iwabuchi 62' | Público: 3 100 Árbitro: ROU Cristina Dorcioman |

| 17 de julho | Inglaterra | 0 – 1     | México      | Impuls Arena, Augsburgo                  |
| 18:00       |            | Relatório | Cuellar 62' | Público: 3 100 Árbitro: PER Silvia Reyes |

| 21 de julho | Japão                             | 3 – 1     | Inglaterra       | Bielefelder Alm, Bielefeld              |
| 15:00       | Nakajima 20' · Kishikawa 74', 78' | Relatório | Duggan 83' (pen) | Público: 5 420 Árbitro: GHA Mercy Tagoe |

| 21 de julho | Nigéria  | 1 – 1     | México           | Ruhrstadion, Bochum                            |
| 15:00       | Orji 16' | Relatório | Garciaméndez 77' | Público: 2 450 Árbitro: NOR Christina Pedersen |

### Grupo D
| Seleção        | P | J | V | E | D | GP | GC | SG  |
| -------------- | - | - | - | - | - | -- | -- | --- |
| Estados Unidos | 7 | 3 | 2 | 1 | 0 | 7  | 1  | +6  |
| Coreia do Sul  | 6 | 3 | 2 | 0 | 1 | 8  | 3  | +5  |
| Gana           | 4 | 3 | 1 | 1 | 1 | 5  | 5  | 0   |
| Suíça          | 0 | 3 | 0 | 0 | 3 | 0  | 11 | -11 |

| 14 de julho | Suíça | 0 – 4     | Coreia do Sul                                | Rudolf-Harbig-Stadion, Dresden           |
| 15:00       |       | Relatório | Ji So-Yun 34', 52', 64' · Lee Hyun-Young 42' | Público: 9 430 Árbitro: PER Silvia Reyes |

| 14 de julho | Estados Unidos | 1 – 1     | Gana      | Rudolf-Harbig-Stadion, Dresden             |
| 18:00       | Leroux 70'     | Relatório | Cudjoe 7' | Público: 9 430 Árbitro: CZE Dagmar Damková |

| 17 de julho | Gana                     | 2 – 4     | Coreia do Sul                                          | Rudolf-Harbig-Stadion, Dresden                  |
| 15:00       | Afriyie 28' · Cudjoe 56' | Relatório | Ji So-Yun 41', 87' · Kim Narae 62' · Kim Jin-Young 70' | Público: 17 234 Árbitro: NOR Christina Pedersen |

| 17 de julho | Estados Unidos                                 | 5 – 0     | Suíça | Rudolf-Harbig-Stadion, Dresden             |
| 18:00       | Mewis 4' · Leroux 23', 52', 76' · Bywaters 25' | Relatório |       | Público: 17 234 Árbitro: JPN Etsuko Fukano |

| 21 de julho | Coreia do Sul | 0 – 1     | Estados Unidos | Bielefelder Alm, Bielefeld                    |
| 18:00       |               | Relatório | Leroux 21'     | Público: 5 420 Árbitro: GER Bibiana Steinhaus |

| 21 de julho | Gana                  | 2 – 0     | Suíça | Ruhrstadion, Bochum                            |
| 18:00       | Addo 31' · Cudjoe 42' | Relatório |       | Público: 2 450 Árbitro: FRA Florence Guillemin |

## Fase final
|  | Quartas de final        | Quartas de final        |                         |          | Semifinais     | Semifinais     |  |  | Final                   | Final |
|  |                         |                         |                         |          |                |                |  |  |                         |       |
|  | 24 de julho – Bochum    |                         |                         |          |                |                |  |  |                         |       |
|  |                         |                         |                         |          |                |                |  |  |                         |       |
|  | Alemanha                | 2                       |                         |          |                |                |  |  |                         |       |
|  | Alemanha                | 2                       | 29 de julho – Bochum    |          |                |                |  |  |                         |       |
|  | Coreia do Norte         | 0                       |                         |          |                |                |  |  |                         |       |
|  | Coreia do Norte         | 0                       | Alemanha                | 5        |                |                |  |  |                         |       |
|  | 25 de julho – Dresden   |                         | Alemanha                | 5        |                |                |  |  |                         |       |
|  |                         | Coreia do Sul           | 1                       |          |                |                |  |  |                         |       |
|  | México                  | Coreia do Sul           | 1                       | 1        |                |                |  |  |                         |       |
|  | México                  |                         | 1 de agosto – Bielefeld | 1        |                |                |  |  |                         |       |
|  | Coreia do Sul           | 3                       |                         |          |                |                |  |  |                         |       |
|  | Coreia do Sul           | 3                       | Alemanha                | 2        |                |                |  |  |                         |       |
|  | 24 de julho – Bielefeld |                         | Alemanha                | 2        |                |                |  |  |                         |       |
|  |                         | Nigéria                 | 0                       |          |                |                |  |  |                         |       |
|  | Suécia                  | Nigéria                 | 0                       | 0        |                |                |  |  |                         |       |
|  | Suécia                  | 29 de julho – Bielefeld |                         | 0        |                |                |  |  |                         |       |
|  | Colômbia                | 2                       |                         |          |                |                |  |  |                         |       |
|  | Colômbia                | 2                       | Colômbia                | 0        | Terceiro lugar | Terceiro lugar |  |  |                         |       |
|  | 25 de julho – Augsburgo |                         | Colômbia                | 0        | Terceiro lugar | Terceiro lugar |  |  |                         |       |
|  |                         | Nigéria                 | 1                       |          |                |                |  |  |                         |       |
|  | Estados Unidos          | Nigéria                 | 1                       | 1 (2)    | Coreia do Sul  | 1              |  |  |                         |       |
|  | Estados Unidos          |                         |                         | 1 (2)    | Coreia do Sul  | 1              |  |  |                         |       |
|  | Nigéria (pen)           | 1 (4)                   |                         | Colômbia | 0              |                |  |  |                         |       |
|  | Nigéria (pen)           | 1 (4)                   |                         |          | 0              |                |  |  |                         |       |
|  |                         |                         |                         |          |                |                |  |  | 1 de agosto – Bielefeld |       |
|  |                         |                         |                         |          |                |                |  |  |                         |       |

### Quartas-de-final
| 24 de julho | Suécia | 0 – 2     | Colômbia               | Bielefelder Alm, Bielefeld              |
| 11:30       |        | Relatório | Rincón 11' · Ariza 22' | Público: 4 735 Árbitro: KOR Hong Eun-Ah |

| 24 de julho | Alemanha              | 2 – 0     | Coreia do Norte | Ruhrstadion, Bochum                       |
| 18:00       | Popp 43' · Arnold 69' | Relatório |                 | Público: 16 946 Árbitro: PER Silvia Reyes |

| 25 de julho | Estados Unidos | 1 – 1 (pro) | Nigéria    | Impuls Arena, Augsburgo                         |
| 11:30       | Brooks 9'      | Relatório   | Ukaonu 79' | Público: 7 135 Árbitro: ENG Alexandra Ihringova |

|                            |       | Penalidades                     |  |
| Nairn Pathman Mewis Leroux | 2 – 4 | Jegede Ukaonu Sunday Oparanozie |  |

| 25 de julho | México          | 1 – 3     | Coreia do Sul                           | Rudolf-Harbig-Stadion, Dresden              |
| 18:30       | Gómez Junco 83' | Relatório | Lee Hyun-Young 14', 67' · Ji So-Yun 28' | Público: 21 146 Árbitro: CZE Dagmar Damková |

### Semifinal
| 29 de julho | Alemanha                                        | 5 – 1     | Coreia do Sul | Ruhrstadion, Bochum                       |
| 15:30       | Huth 13' · Kulig 26', 53' · Popp 50', 67' (pen) | Relatório | Ji So-Yun 64' | Público: 18 217 Árbitro: PER Silvia Reyes |

| 29 de julho | Colômbia | 0 – 1     | Nigéria | Bielefelder Alm, Bielefeld                     |
| 18:30       |          | Relatório | Orji 2' | Público: 7 040 Árbitro: NOR Christina Pedersen |

### Disputa pelo 3º lugar
| 1 de agosto | Coreia do Sul | 1 – 0     | Colômbia | Bielefelder Alm, Bielefeld                     |
| 12:00       | Ji So-Yun 49' | Relatório |          | Público: 24 633 Árbitro: GER Bibiana Steinhaus |

### Final
| 1 de agosto | Alemanha              | 2 – 0     | Nigéria | Bielefelder Alm, Bielefeld                       |
| 15:00       | Popp 8' · Kulig 90+2' | Relatório |         | Público: 24 633 Árbitro: CAN Carole Anne Chenard |

## Premiações
| Copa do Mundo de Futebol Feminino Sub-20 de 2010 |
| Alemanha                                         |
| ------------------------------------------------ |
| ALEMANHA Campeã (2º título)                      |

### Individuais
| Chuteira de Ouro   | Bola de Ouro       | Luva de Ouro         | Fair Play     |
| ------------------ | ------------------ | -------------------- | ------------- |
| GER Alexandra Popp | GER Alexandra Popp | USA Bianca Henninger | Coreia do Sul |

## Artilharia
| 10 gols (1) - GER Alexandra Popp 8 gols (1) - KOR Ji So-Yun 5 gols (1) - USA Sydney Leroux 4 gols (1) - SWE Antonia Goransson 3 gols (4) - GER Kim Kulig - FRA Marina Makanza - GHA Elizabeth Cudjoe - KOR Lee Hyun-Young 2 gols (11) - BRA Débora - COL Daniela Montoya - COL Yorely Rincón - GER Marina Hegering - GER Svenja Huth - GER Sylvia Arnold - JPN Mana Iwabuchi - JPN Natsuki Kishikawa | 2 gols (continuação) - MEX Renae Cuellar - NGA Desire Oparanozie - NGA Ebere Orji 1 gol (39) - BRA Leah - BRA Ludmila - BRA Rafaelle - COL Lady Andrade - COL Melissa Ortiz - COL Tatiana Ariza - CRC Carolina Venegas - CRC Katherine Alvarado - ENG Kerys Harrop - ENG Toni Duggan - FRA Pauline Crammer - GER Dzsenifer Marozsán - GHA Deborah Afriyie - GHA Elizabeth Addo - JPN Emi Nakajima - JPN Megumi Takase - KOR Kim Jin-Young - KOR Kim Narae | 1 gol (continuação) - MEX Alina Garciaméndez - MEX Charlyn Corral - MEX Natalia Gómez Junco - MEX Nayeli Rangel - NGA Amarachi Okoronkwo - NGA Helen Ukaonu - NZL Bridgette Armstrong - NZL Hannah Wilkinson - NZL Rosie White - PRK Ho Un-Byol - PRK Kim Myong-Gum - PRK Kim Un-Hyang - PRK Jon Myong-Hwa - PRK Yun Hyon-Hi - SWE Sofia Jakobsson - USA Amber Brooks - USA Kristie Mewis - USA Zakiya Bywaters Gols contra (2) - MEX Renae Cuellar (para o Japão) - PRK Hyon Un-Hui (para a Suécia) |